# Ultima Tower
Башня Ультима — гипотетический сверхвысокий небоскреб, спроектированный американским архитектором Юджином Цуем в 1991 году. Предполагается, что он будет построен в Сан-Франциско, штат Калифорния и сможет вместить до 1 миллиона человек. С общей высотой 3218 метров (10 558 футов) , башня будет иметь высоту 2 мили и включать 500 этажей, если будет построена. Это одно из самых высоких зданий / искусственных сооружений, когда-либо задуманных.

## Статистика
Предлагаемая башня будет иметь диаметр в основании 1828,8 метров (6000 футов) и занимать 140.000.000 м2, что составляет 140 км2 внутренней площади. Цуй предположил, что в этой башне будет проживать 1 миллион человек, а ее стоимость составит 150 миллиардов долларов США. Башня будет использовать разницу атмосферного давления между своей нижней и верхней частями, чтобы вырабатывать электричество по всей башне. Здание предназначено для решения проблем с перенаселением и создания «мини-экосистемы» для его жителей.